# Скоропадський Петро Іванович
Петро́ Іва́нович Скоропа́дський (1834–1885) — український аристократ з роду Скоропадських.
Стародубський земський діяч й повітовий маршалок (1869–1885). Батько Павла Скоропадського, майбутнього гетьмана Української Держави. Прапраонук генерального підскарбія Війська Запорозького Городового Михайла Скоропадського. Зять промисловця Андрія Миклашевського.

## Життєпис
Син полтавського губернського провідника дворянства Івана Михайловича Скоропадського від шлюбу з Єлизаветою Петрівною Тарновською. Виховувався в школі гвардійських прапорщиків, звідки 7 серпня 1851 отримав звання корнета в Кавалергардський полк. У 1853 році підвищений до поручика.
11 червня 1858 року обраний в кандидати члена Полтавського комітету з поліпшення побуту поміщицьких селян. 23 квітня 1859 отримав звання штабсротмістра. 1 жовтня обраний депутатом Прилуцької межової посередницької комісії і 20 жовтня звільнений у безстрокову відпустку. 12 лютого 1863 року приряджений до штабу Кавказької армії Російської імперії. 19 травня 1863 року отримав звання полковника.

Надгробна плита Петра Скоропадського — батька останнього гетьмана Павла Скоропадського, в Харалампіївській церкві.

Брав участь в агресії Російської імперії проти країни Кавказу, за що був нагороджений золотим палашем з написом «За хоробрість» та орденом Святого Станіслава 2-го ступеня з мечами. Окремо за внесок у звільнення закріпаченого населення мав срібну медаль.

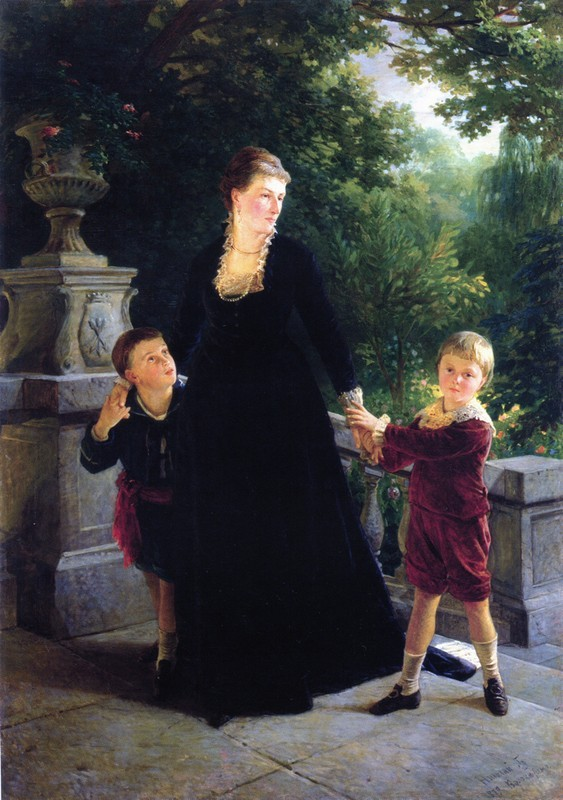
Дружина з синами Михайлом та Павлом на портреті Миколи Ге (1879)

З 1865 у відставці, жив у маєтку Сафонівка Путивльського повіту, брав активну участь у громадському житті Стародубщини на посту повітового маршалка. З 1869 по 1885 — стародубський повітовий і чернігівський губернський маршалок.
Помер 28 червня 1885 року.

## Сім'я
Був одружений з Марією Андріївною Миклашевською (1839/1841-1901), дочкою багатого українського власника заводу порцеляни Андрія Михайловича Миклашевського від його шлюбу з Дар'єю Олександрівною Олсуфьєвою. У шлюбі мали двох синів Михайла (1871-1910-ті) і Павла (1873—1945; генерал, гетьман України), і дочку Єлизавету (1878—1899; фрейліна).